# بیک‌کوژا
بیک‌کوژا (انگلیسی: Bikkuzha) یک شهرک در شهرستان زیانچورینسکی استان باشقیرستان کشور روسیه است.